# Ultra high frequency
Ultra high frequency (abbreviato UHF, ovvero "frequenza ultra alta") indica i segnali a radiofrequenza trasmessi nella banda che va da 300 MHz a 3 GHz, ossia lunghezza d'onda tra 1 e 0,1 m. Nell'ambito dell'ampia banda disponibile esistono vari tipi di applicazione per i segnali a queste frequenze.
È utilizzato da diversi servizi di comunicazione, della maggior parte dei canali televisivi, come ad esempio le trasmissioni del secondo canale dal 1961, del canale monegasco Telemontecarlo dal 1974, della Terza Rete RAI dal 1979, le trasmissioni su Rete 4, Canale 5 e Italia 1 degli anni '80, nella telefonia cellulare, nelle reti wireless, nonché nei forni a microonde domestici. Viene inoltre utilizzata per comunicazioni aeronautiche militari (per quelle civili si utilizza la banda VHF). Ha alcune porzioni di banda assegnate ai radioamatori.
Il vantaggio di utilizzare questa gamma di frequenze per la radiocomunicazione sta nella possibilità di realizzare antenne relativamente compatte per la ricezione e trasmissione. 

## Utilizzo della banda
- 380-430 MHz: in Europa: servizi civili PMR - Personal Mobile Radio
- 430 MHz: porzione di banda assegnata ai radioamatori
- 433-434 MHz: apparecchi LPD433 - Low Power Devices 433 (69 frequenze fisse con spaziature di 25 kHz)
- 446 MHz: apparecchi PMR446 - Personal Mobile Radio 446 (16 frequenze fisse con spaziature di 12,50 kHz)
- 450-470 MHz: in Europa: servizi civili PMR - Professional Mobile Radio
- 470-694 MHz: in Europa occidentale: Televisione digitale terrestre: DVB-T MPEG-4 e DVB-T2 HEVC, Canali tra 21 e 48
- 860-869 MHz: apparecchi (fuori produzione, 132 canali spaziati di 12,5 o 25 kHz)
- 870-876 MHz: in Europa: servizi civili PMR - Professional Mobile Radio
- 900 e 1800 MHz: in Europa: telefonia cellulare: rete GSM
- 800-2600 MHz: in Europa: telefonia cellulare: rete UMTS - vedi Bande di frequenze UMTS
- 915-921 MHz: in Europa: servizi civili PMR - Professional Mobile Radio
- 1200 MHz: porzione di banda assegnata ai radioamatori
- 2300 MHz: porzione di banda assegnata ai radioamatori
- 2,45 GHz: il protocollo Bluetooth lavora nelle frequenze libere in questa banda, suddividendola in 79 canali. Anche le reti WLAN, protocollo IEEE 802.11("Wi-Fi"), operano in questa frequenza su 13 canali.

## Propagazione
A differenza di quanto avviene nelle HF, a partire già dai 50 MHz le comunicazioni avvengono essenzialmente per onda diretta. Tuttavia anche a queste lunghezze d'onda è possibile realizzare collegamenti più estesi grazie ai fenomeni di riflessione (terrestre, troposferica per e-sporadico), diffrazione e rifrazione. 
Va inoltre ricordato che la degradazione del segnale causata dalla presenza di umidità atmosferica aumenta con l'aumentare della frequenza (per esempio, i segnali televisivi UHF sono generalmente più attenuati dall'umidità atmosferica di quanto non lo siano quelli VHF).